# Cecilie Bahnsen
Cecilie Rosted Bahnsen er en dansk modedesigner.
I 2010 fik hun en MA i Fashion Womenswear fra Royal College of Art i London. Efterfølgende var hun i praktik hos John Galliano i Paris.
I 2015 startede hun sit eget label, Cecilie Bahnsen. I 2016 vandt hun en Dansk Design Talent pris. Hun er den første danske designer der har været nomineret til LVMH prisen i 2017, hvor hun var en blandt otte finalister.
Hendes designs er inspireret af traditionelle teknikker og har simple og feminine silhouetter, præget af en fortåelse for struktur og håndværk.